# Saint Deamon
Saint Deamon es un grupo musical de Power metal de origen sueco fundado en 2006 por el baterista Ronny Milianowicz.

## Origen del nombre
El nombre de Saint Deamon se explica en una entrevista con el baterista Ronny Milianowicz:

"Podríamos definir el capitán S. Deamon, que controla la nave que se ve en la portada de In Shadows Lost From The Brave, como nuestro, "Eddie". El nombre de Saint Deamon es un símbolo de la vida, donde se puede elegir a veces a ser un santo o un demonio, nada ni nadie es más que bueno o malo sino que depende de las elecciones que hacemos día tras día. O al menos esa es nuestra forma de pensar y nuestro mensaje."

## Biografía
Procedente de la banda de Power metal Dionysus, Ronny Milianovicz montó este grupo para, probablemente, continuar con la línea marcada por sus excompañeros.
La banda se inició en 2006 pero no fue hasta 2007 que consiguieron un contrato con Frontiers Records, a finales de 2007 e inicios de 2008 grabaron  lo que sería su álbum debut, In Shadows Lost from the Brave, el cual fue publicado el 25 de enero de ese año y producido por Jens Bogren.
Roy Z y Jens Bogren se encargaron de producir “Pandeamoniom”, su segundo disco.

## Discografía
- 2008 - In Shadows Lost from the Brave
- 2009 - Pandeamonium
- 2019 - Ghost
- 2023 - League of the Serpent

- Datos: Q644999